# Chodeccy herbu Ogończyk
Chodeccy herbu Ogończyk – polski ród magnacki.

## Przedstawiciele
- Andrzej Chodecki (zm. na początku 1507) – duchowny rzymskokatolicki, w 1501 nominowany na ordynariusza kamienieckiego, nie uzyskał potwierdzenia papieskiego i nie był konsekrowany na biskupa.
- Otto Chodecki[1] (zm. 12 marca 1534 w Komarnie) – wojewoda krakowski od 1533, sandomierski od 1527, ruski, podolski, kasztelan lwowski, starosta lwowski, lubaczowski, kołomyjski i śniatyński.
- Stanisław Chodecki (zm. 1474) – wojewoda ruski i podolski, kasztelan lwowski, starosta kruświcki, halicki, kamieniecki oraz trembowelski.
- Stanisław Chodecki (zm. 1529) – marszałek wielki koronny, hetman polny koronny